# Novi Golubovec
Novi Golubovec es un municipio de Croacia en el condado de Krapina-Zagorje.

## Geografía
Se encuentra a una altitud de 309 m s. n. m. a 64,1 km de la capital nacional, Zagreb.

## Demografía
En el censo 2011, el total de población del municipio fue de 1017 habitantes, distribuidos en las siguientes localidades:
- Gora Veternička  - 239
- Novi Golubovec - 218
- Očura - 77
- Velika Veternička - 301
- Veternica - 169